# Yār Chelī
Yār Chelī (persiska: یار چلی) är en ort i Iran.   Den ligger i provinsen Nordkhorasan, i den norra delen av landet, 500 km nordost om huvudstaden Teheran. Yār Chelī ligger 919 meter över havet och antalet invånare är 394.
Terrängen runt Yār Chelī är kuperad. Runt Yār Chelī är det ganska glesbefolkat, med 27 invånare per kvadratkilometer. Närmaste större samhälle är Ḩeşārcheh, 13,6 km nordost om Yār Chelī. Omgivningarna runt Yār Chelī är i huvudsak ett öppet busklandskap.